# Primera División de España 1982-83

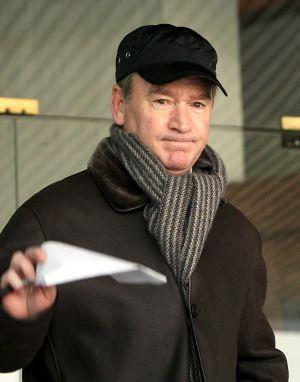
Con solo 32 años, Javier Clemente dirigió al Athletic Club a su séptima liga.

La temporada 1982-83 de la Primera División de España de fútbol corresponde a la 52.ª edición del campeonato. Se disputó entre el 4 de septiembre de 1982 y el 1 de mayo de 1983.
Tras 27 años de sequía, el Athletic Club volvió a proclamarse campeón de liga, la séptima en su historia. De este modo, se prolongó la racha de títulos vascos, tras las dos ligas anteriores de la Real Sociedad.

## Sistema de competición
La Primera División de España 1982/83 fue organizada por la Real Federación Española de Fútbol. Tomaron parte dieciocho equipos de toda la geografía española, integrados en un grupo único. Siguiendo un sistema de liga, se enfrentaron todos contra todos en dos ocasiones -una en campo propio y otra en campo contrario- sumando un total de 34 jornadas. El orden de los encuentros se decidió por sorteo antes de empezar la competición.
La clasificación final se estableció con arreglo a los puntos obtenidos en cada enfrentamiento, a razón de dos por partido ganado, uno por empatado y ninguno en caso de derrota. Los mecanismos para desempatar la clasificación, si al finalizar el campeonato dos equipos igualaban a puntos, fueron los siguientes:
1. El que tuviera una mayor diferencia en el goal average o promedio de goles (cociente entre goles a favor y en contra) en los enfrentamientos entre ambos.
2. Si persistía el empate, el que tuviera el mayor goal average en todos los encuentros del campeonato.

### Efectos de la clasificación
El equipo que más puntos sumó al final del campeonato fue proclamado campeón de liga y obtuvo el derecho automático a participar en la siguiente edición de la Copa de Europa.
A partir de esta temporada uno de los tres cupos españoles en la Copa de la UEFA pasa a ser para el campeón de la Copa de la Liga. Por este motivo, la competición liguera otorgó sólo dos plazas para la Copa de la UEFA, que fueron para los dos equipos mejor clasificados y que no hubiesen obtenido plaza en la Copa de Europa ni en la Recopa de Europa (para el campeón de la Copa del Rey).
Por su parte, los tres últimos clasificados descendieron a Segunda División, de la que ascendieron, recíprocamente, tres equipos.

## Equipos participantes
Tomaron parte en la competición dieciocho equipos. El RC Celta de Vigo, la UD Salamanca y el CD Málaga ascendieron de Segunda División para reemplazar a los descendidos Cádiz CF, Hércules CF y CD Castellón.
| Equipo                       | Ciudad                     | Estadio               | Aforo   |
| ---------------------------- | -------------------------- | --------------------- | ------- |
| Athletic Club                | Bilbao                     | San Mamés             | 46.000  |
| Club Atlético de Madrid      | Madrid                     | Vicente Calderón      | 70.000  |
| Futbol Club Barcelona        | Barcelona                  | Camp Nou              | 115.000 |
| Real Betis Balompié          | Sevilla                    | Benito Villamarín     | 47.500  |
| Real Club Celta              | Vigo                       | Balaídos              | 45.000  |
| Real Club Deportivo Español  | Barcelona                  | Sarriá                | 39.898  |
| Unión Deportiva Las Palmas   | Las Palmas de Gran Canaria | Insular               | 20.000  |
| Club Atlético Osasuna        | Pamplona                   | El Sadar              | 24.600  |
| Club Deportivo Málaga        | Málaga                     | La Rosaleda           | 22.000  |
| Real Racing Club             | Santander                  | El Sardinero          | 20.000  |
| Real Madrid Club de Fútbol   | Madrid                     | Santiago Bernabéu     | 80.800  |
| Real Sociedad de Fútbol      | San Sebastián              | Atocha                | 29.000  |
| Unión Deportiva Salamanca    | Salamanca                  | Helmántico            | 28.200  |
| Sevilla Fútbol Club          | Sevilla                    | Ramón Sánchez Pizjuán | 70.410  |
| Real Sporting de Gijón       | Gijón                      | El Molinón            | 45.000  |
| Valencia Club de Fútbol      | Valencia                   | Luis Casanova         | 49.291  |
| Real Valladolid Deportivo    | Valladolid                 | Nuevo José Zorrilla   | 32.043  |
| Real Zaragoza Club Deportivo | Zaragoza                   | La Romareda           | 45.000  |

Fuente: Anuario de la RFEF

### Ascensos y descensos
Un total de dieciocho equipos disputaron la liga: los quince primeros clasificados de la Primera División de España 1981-82 y los tres primeros clasificados de la Segunda División de España 1981-82. La siguiente tabla muestra los intercambios de plazas previos al comienzo de esta temporada:
| Pos. | Descendidos a Segunda División |
| ---- | ------------------------------ |
| 16.º | Cádiz C. F.                    |
| 17.º | Hércules C. F.                 |
| 18.º | C. D. Castellón                |

| Pos. | Ascendidos de Segunda División |
| ---- | ------------------------------ |
| 1.º  | R. C. Celta de Vigo            |
| 2.º  | U. D. Salamanca                |
| 3.º  | C. D. Málaga                   |

## Desarrollo del campeonato
Tras 27 años sin ganar el título, con el técnico más joven de Primera División (Javier Clemente) y una plantilla formada únicamente por jugadores autóctonos, el Athletic Club dio la sorpresa y se adjudicó la liga, superando a favoritos como la bicampeona Real Sociedad, el Real Madrid o el F. C. Barcelona, reforzado con el mejor jugador del momento, Diego Armando Maradona, tras desembolsar el traspaso más caro de la historia del fútbol: 1.200 millones de pesetas. Antes del final, el Athletic sólo había sido líder una semana, pero logró la carambola en una emocionante jornada final en la que, además del título, se decidieron los puestos europeos y las tres plazas de descenso.
El primer líder fue el Real Zaragoza, y luego el Atlético de Madrid, con tres victorias en las tres primeras jornadas. En la cuarta, fue derrotado por su rival ciudadano, que le desplazó del primer puesto de la tabla. El Real Madrid se mantuvo al frente durante toda la primera vuelta, siendo el Athletic Club, Real Zaragoza y F. C. Barcelona sus principales perseguidores. Los bilbaínos llegaron incluso a darle caza en la 13.ª jornada, aunque una semana después los blancos se exhibieron en San Mamés (2-4) para volver a poner tierra de por medio. Por su parte, el F. C. Barcelona, que perdió a Maradona por una hepatitis, se mostró excesivamente irregular, combinando victorias esperanzadoras, como un 0-2 en el feudo del Real Madrid (jornada 13.ª), con derrotas decepcionantes, como el 0-1 del Athletic en el Camp Nou (jornada 15.ª).
El Real Madrid se proclamó campeón de invierno tras finalizar la primera vuelta con un punto más que el Athletic Club. A tres puntos del líder quedaban el F. C. Barcelona, el Real Zaragoza y el Sevilla FC. Por el contrario, Racing de Santander y Real Valladolid -que no conoció la victoria hasta la 13.ª jornada- ocupaban los puestos de descenso junto con el colista, el Valencia CF, sumido en una grave crisis económica.
Madrid y Athletic dieron muestras de flaqueza en el arranque de la segunda vuelta, que aprovechó el F. C. Barcelona, con una racha de seis jornadas invicto, para situarse líder, por diferencia de goles, en un triple empate con madrileños y bilbaínos. Pero poco tardaron los barcelonistas en volver a mostrar su irregularidad: en la 26.ª jornada una derrota en casa ante el colista, el Racing de Santander, supuso la destitución de Udo Lattek, y la llegada al banquillo de César Luis Menotti.
La lucha por el liderato volvió a centrarse en Real Madrid y Athletic Club, empatados a puntos hasta que en la jornada 29 los leones salieron inesperadamente goleados (5-1) de su visita al Real Betis. De este modo, el Real Madrid se afianzaba como líder con un punto más que el Athletic y tres sobre el Barcelona, restando cinco jornadas y varios enfrentamientos directos entre los principales implicados. En la jornada 30 el Barcelona recuperó sus aspiraciones al título venciendo por 2-1 al Real Madrid, lo que el Athletic aprovechó para situarse líder. Pero una semana después, la clasificación daba un nuevo vuelco, al dejarse el liderato los bilbaínos en su visita al Real Madrid (2-0). El Barcelona, por su parte, dijo adiós al título al perder contra la Real Sociedad y, una semana más tarde, en su visita a Bilbao. La lucha por el título quedó reducida a un mano a mano entre Real Madrid y Athletic, llegando los madrileños a la última jornada con un punto más y la diferencia de goles favorable. Por la cola, la segunda vuelta había visto la recuperación del Real Valladolid y el hundimiento de la U. D. Las Palmas, vapuleada en el Camp Nou (7-2) en la penúltima jornada. Así las cosas, a falta de un partido, cinco equipos, separados por tres puntos, debían jugarse las tres plazas de descenso: U. D. Las Palmas (25 puntos), CA Osasuna y RC Celta (24 puntos) y Racing y Valencia CF (23 puntos).
El 1 de mayo de 1983 se disputó una jornada final de infarto. Para lograr el título, al Real Madrid le bastaba un empate en el Luis Casanova, ante un Valencia CF prácticamente desahuciado, ya que necesitaba ganar y una carambola de resultados para eludir el descenso a Segunda, por primera vez en su historia. El Athletic, por su parte, solo podía mantener esperanzas si lograba la victoria en su visita a otro implicado en el descenso, la U. D. Las Palmas, que necesitaba un punto para salvarse. Los canarios, además, se adelantaron en el marcador a los tres minutos de partido, aunque poco después Sarabia empató. En el minuto 39, el valencianista Tendillo marcaba en el Luis Casanova y, casi simultáneamente, Dani adelantaba al Athletic en Las Palmas.
En la segunda mitad, el Athletic incrementó su victoria con tres goles más, mientras que el Real Madrid no consiguió batir la meta de un Valencia CF que se defendió agónicamente. Los levantinos empataron con la U. D. Las Palmas en puntos y en el goal average particular, pero en el general los siete goles recibidos en Barcelona condenaron a Segunda a los canarios, tras 19 temporadas consecutivas en la máxima categoría. El CA Osasuna, con su victoria ante el F. C. Barcelona, escapó del descenso, al que cayeron el Celta (derrotado en Valladolid) y el Racing (derrotado por el Atlético). Los cántabros rozaron la salvación al adelantarse en el marcador, pero sucumbieron en la segunda mitad.
El F. C. Barcelona, con tres derrotas en las últimas cuatro jornadas, acabó cediendo la tercera plaza, con acceso a la Copa de la UEFA, al Atlético de Madrid, que encadenó seis victorias consecutivas en la recta final.

## Clasificación

### Clasificación final
| Pos. | Equipo                  | Pts. | PJ | G  | E  | P  | GF | GC | Dif. | Clasificación                   |
| ---- | ----------------------- | ---- | -- | -- | -- | -- | -- | -- | ---- | ------------------------------- |
| 1    | Athletic Club (C)       | 50   | 34 | 22 | 6  | 6  | 71 | 36 | +35  | Clasifica a la Copa de Europa   |
| 2    | Real Madrid C. F.       | 49   | 34 | 20 | 9  | 5  | 57 | 25 | +32  | Clasifica a la Copa de la UEFA  |
| 3    | Atlético de Madrid      | 46   | 34 | 20 | 6  | 8  | 56 | 38 | +18  | Clasifica a la Copa de la UEFA  |
| 4    | F. C. Barcelona         | 44   | 34 | 17 | 10 | 7  | 60 | 29 | +31  | Clasifica a la Recopa de Europa |
| 5    | Sevilla F. C.           | 42   | 34 | 15 | 12 | 7  | 44 | 31 | +13  | Clasifica a la Copa de la UEFA  |
| 6    | Real Zaragoza           | 40   | 34 | 17 | 6  | 11 | 59 | 39 | +20  |                                 |
| 7    | Real Sociedad           | 36   | 34 | 12 | 12 | 10 | 29 | 27 | +2   |                                 |
| 8    | Sporting de Gijón       | 33   | 34 | 9  | 15 | 10 | 31 | 32 | −1   |                                 |
| 9    | R. C. D. Español        | 32   | 34 | 13 | 6  | 15 | 45 | 47 | −2   |                                 |
| 10   | C. D. Málaga            | 30   | 34 | 10 | 10 | 14 | 37 | 48 | −11  |                                 |
| 11   | Real Betis              | 30   | 34 | 9  | 12 | 13 | 42 | 45 | −3   |                                 |
| 12   | Real Valladolid         | 29   | 34 | 9  | 11 | 14 | 34 | 51 | −17  |                                 |
| 13   | U. D. Salamanca         | 28   | 34 | 10 | 8  | 16 | 31 | 48 | −17  |                                 |
| 14   | C. A. Osasuna           | 26   | 34 | 10 | 6  | 18 | 39 | 54 | −15  |                                 |
| 15   | Valencia C. F.          | 25   | 34 | 9  | 7  | 18 | 42 | 56 | −14  |                                 |
| 16   | U. D. Las Palmas (D)    | 25   | 34 | 7  | 11 | 16 | 32 | 55 | −23  | Descenso a Segunda División     |
| 17   | R. C. Celta de Vigo (D) | 24   | 34 | 9  | 6  | 19 | 27 | 56 | −29  | Descenso a Segunda División     |
| 18   | Racing de Santander (D) | 23   | 34 | 9  | 5  | 20 | 44 | 63 | −19  | Descenso a Segunda División     |

 Fuente: BDFutbol
Criterios de clasificación: Puntos · Diferencia de goles · Goles a favor · Play-off

### Evolución de la clasificación
| Equipo / Jornada | 1  | 2  | 3  | 4  | 5  | 6  | 7  | 8  | 9  | 10 | 11 | 12 | 13 | 14 | 15 | 16 | 17 | 18 | 19 | 20 | 21 | 22 | 23 | 24 | 25 | 26 | 27 | 28 | 29 | 30 | 31 | 32 | 33 | 34 |
| Equipo / Jornada |    |    |    |    |    |    |    |    |    |    |    |    |    |    |    |    |    |    |    |    |    |    |    |    |    |    |    |    |    |    |    |    |    |    |
| ---------------- | -- | -- | -- | -- | -- | -- | -- | -- | -- | -- | -- | -- | -- | -- | -- | -- | -- | -- | -- | -- | -- | -- | -- | -- | -- | -- | -- | -- | -- | -- | -- | -- | -- | -- |
| Athletic         | 7  | 3  | 2  | 1  | 5  | 2  | 5  | 4  | 5  | 4  | 3  | 3  | 2  | 4  | 2  | 2  | 2  | 2  | 2  | 2  | 2  | 2  | 3  | 3  | 3  | 2  | 1  | 1  | 2  | 1  | 2  | 2  | 2  | 1  |
| Real Madrid      | 6  | 4  | 3  | 2  | 1  | 1  | 1  | 1  | 1  | 1  | 1  | 1  | 1  | 1  | 1  | 1  | 1  | 1  | 1  | 1  | 1  | 1  | 2  | 2  | 1  | 1  | 2  | 2  | 1  | 2  | 1  | 1  | 1  | 2  |
| Atlético         | 3  | 2  | 1  | 3  | 2  | 8  | 8  | 8  | 8  | 6  | 7  | 8  | 8  | 8  | 6  | 6  | 7  | 7  | 7  | 5  | 5  | 6  | 6  | 5  | 5  | 6  | 5  | 5  | 4  | 4  | 4  | 4  | 4  | 3  |
| Barcelona        | 14 | 6  | 9  | 8  | 7  | 6  | 4  | 6  | 3  | 3  | 4  | 4  | 3  | 2  | 3  | 4  | 3  | 3  | 3  | 3  | 3  | 3  | 1  | 1  | 2  | 3  | 3  | 3  | 3  | 3  | 3  | 3  | 3  | 4  |
| Sevilla          | 5  | 12 | 11 | 12 | 8  | 7  | 6  | 3  | 4  | 7  | 8  | 5  | 6  | 5  | 5  | 5  | 5  | 5  | 5  | 6  | 6  | 5  | 4  | 6  | 6  | 4  | 6  | 6  | 6  | 6  | 6  | 6  | 5  | 5  |
| Real Zaragoza    | 1  | 1  | 4  | 5  | 3  | 5  | 3  | 2  | 2  | 2  | 2  | 2  | 4  | 3  | 4  | 3  | 4  | 4  | 4  | 4  | 4  | 4  | 5  | 4  | 4  | 5  | 4  | 4  | 5  | 5  | 5  | 5  | 6  | 6  |
| Real Sociedad    | 11 | 9  | 5  | 6  | 4  | 3  | 2  | 5  | 6  | 5  | 5  | 7  | 5  | 6  | 8  | 8  | 8  | 9  | 9  | 8  | 8  | 9  | 8  | 8  | 7  | 7  | 7  | 7  | 7  | 7  | 7  | 7  | 7  | 7  |
| Sporting         | 10 | 8  | 8  | 4  | 6  | 4  | 7  | 7  | 7  | 8  | 6  | 6  | 7  | 7  | 7  | 7  | 6  | 6  | 6  | 7  | 7  | 7  | 7  | 7  | 8  | 8  | 8  | 8  | 8  | 8  | 8  | 8  | 8  | 8  |
| RCD Español      | 4  | 11 | 14 | 15 | 14 | 15 | 12 | 12 | 9  | 9  | 9  | 9  | 9  | 9  | 9  | 9  | 9  | 8  | 8  | 9  | 9  | 8  | 9  | 9  | 9  | 9  | 9  | 9  | 9  | 9  | 10 | 9  | 10 | 9  |
| Málaga           | 12 | 10 | 12 | 10 | 9  | 12 | 14 | 14 | 12 | 13 | 10 | 11 | 10 | 12 | 13 | 15 | 14 | 14 | 14 | 14 | 13 | 13 | 13 | 13 | 12 | 12 | 10 | 10 | 11 | 10 | 11 | 11 | 11 | 10 |
| Betis            | 18 | 18 | 13 | 14 | 13 | 10 | 11 | 11 | 13 | 14 | 13 | 14 | 13 | 11 | 10 | 12 | 13 | 13 | 13 | 12 | 12 | 11 | 11 | 11 | 11 | 11 | 12 | 11 | 10 | 11 | 9  | 10 | 9  | 11 |
| Real Valladolid  | 9  | 16 | 17 | 17 | 17 | 16 | 16 | 18 | 18 | 18 | 18 | 18 | 18 | 18 | 18 | 16 | 17 | 17 | 17 | 17 | 17 | 16 | 15 | 15 | 15 | 15 | 15 | 14 | 14 | 14 | 14 | 13 | 13 | 12 |
| Salamanca        | 15 | 13 | 6  | 9  | 11 | 11 | 9  | 10 | 10 | 11 | 12 | 13 | 12 | 14 | 11 | 11 | 10 | 12 | 11 | 10 | 10 | 10 | 10 | 10 | 10 | 10 | 11 | 12 | 12 | 12 | 12 | 12 | 12 | 13 |
| Osasuna          | 8  | 14 | 16 | 13 | 12 | 13 | 17 | 13 | 15 | 12 | 14 | 12 | 14 | 13 | 14 | 13 | 15 | 15 | 15 | 16 | 15 | 15 | 16 | 16 | 16 | 16 | 16 | 15 | 15 | 15 | 15 | 15 | 15 | 14 |
| Valencia         | 2  | 7  | 10 | 11 | 16 | 14 | 15 | 16 | 17 | 15 | 16 | 15 | 17 | 15 | 17 | 18 | 18 | 18 | 18 | 18 | 18 | 18 | 18 | 17 | 17 | 17 | 17 | 17 | 17 | 16 | 18 | 16 | 17 | 15 |
| Las Palmas       | 13 | 5  | 7  | 7  | 10 | 9  | 10 | 9  | 11 | 10 | 11 | 10 | 11 | 10 | 12 | 10 | 11 | 10 | 10 | 11 | 11 | 12 | 12 | 12 | 13 | 13 | 13 | 13 | 13 | 13 | 13 | 14 | 14 | 16 |
| Celta            | 16 | 17 | 18 | 18 | 18 | 18 | 18 | 17 | 14 | 16 | 17 | 16 | 16 | 17 | 15 | 14 | 12 | 11 | 12 | 13 | 14 | 14 | 14 | 14 | 14 | 14 | 14 | 16 | 16 | 17 | 16 | 17 | 16 | 17 |
| Racing           | 17 | 15 | 15 | 16 | 15 | 17 | 13 | 15 | 16 | 17 | 15 | 17 | 15 | 16 | 16 | 17 | 16 | 16 | 16 | 15 | 16 | 17 | 17 | 18 | 18 | 18 | 18 | 18 | 18 | 18 | 17 | 18 | 18 | 18 |

## Resultados
| Local \ Visitante   | ATH | ATM | BAR | BET | CEL | ESP | LAS | MAL | OSA | RAC | RMA | RSO | SAL | SEV | SPO | VAL | VLD | ZAR |
| ------------------- | --- | --- | --- | --- | --- | --- | --- | --- | --- | --- | --- | --- | --- | --- | --- | --- | --- | --- |
| Athletic Club       | —   | 4–1 | 3–2 | 3–2 | 4–0 | 5–2 | 3–0 | 3–2 | 4–0 | 2–0 | 2–4 | 2–0 | 4–0 | 2–1 | 3–0 | 2–1 | 1–1 | 1–0 |
| Atlético de Madrid  | 0–0 | —   | 1–1 | 0–0 | 5–2 | 1–0 | 1–0 | 3–0 | 2–1 | 3–1 | 0–0 | 2–0 | 1–0 | 1–1 | 2–1 | 2–1 | 2–1 | 2–0 |
| F. C. Barcelona     | 0–1 | 2–1 | —   | 1–1 | 2–2 | 1–0 | 7–2 | 2–1 | 3–0 | 0–2 | 2–1 | 1–0 | 3–0 | 1–0 | 1–1 | 1–0 | 3–0 | 1–1 |
| Real Betis          | 5–1 | 1–3 | 1–1 | —   | 0–1 | 1–0 | 3–1 | 1–1 | 4–2 | 2–1 | 1–1 | 1–1 | 1–1 | 1–2 | 1–0 | 2–0 | 1–1 | 2–2 |
| R. C. Celta de Vigo | 0–1 | 0–4 | 0–4 | 1–2 | —   | 2–2 | 3–0 | 2–2 | 2–1 | 1–0 | 0–2 | 0–1 | 2–0 | 1–0 | 0–0 | 2–1 | 1–0 | 0–2 |
| R. C. D. Español    | 3–2 | 1–2 | 0–3 | 0–2 | 1–0 | —   | 2–0 | 3–0 | 3–0 | 1–0 | 1–1 | 1–0 | 1–1 | 1–1 | 3–2 | 5–2 | 2–0 | 3–2 |
| U. D. Las Palmas    | 1–5 | 1–2 | 2–1 | 1–0 | 2–2 | 0–0 | —   | 1–2 | 2–1 | 2–1 | 0–3 | 2–0 | 4–1 | 1–1 | 1–1 | 1–1 | 2–2 | 1–0 |
| C. D. Málaga        | 0–0 | 0–2 | 1–4 | 1–0 | 1–0 | 2–1 | 3–1 | —   | 1–0 | 3–0 | 2–1 | 1–0 | 2–3 | 0–0 | 1–1 | 3–1 | 2–2 | 1–3 |
| C. A. Osasuna       | 2–2 | 4–2 | 1–0 | 0–0 | 4–1 | 4–0 | 1–1 | 1–0 | —   | 4–2 | 2–1 | 0–1 | 1–0 | 0–1 | 2–0 | 2–1 | 1–1 | 1–2 |
| Racing de Santander | 0–2 | 4–0 | 0–4 | 2–2 | 2–0 | 1–2 | 2–1 | 0–0 | 3–0 | —   | 1–2 | 1–1 | 1–1 | 2–2 | 2–1 | 4–1 | 5–0 | 2–1 |
| Real Madrid C. F.   | 2–0 | 3–1 | 0–2 | 1–0 | 3–0 | 2–2 | 1–0 | 1–0 | 2–1 | 5–1 | —   | 4–0 | 1–0 | 1–0 | 1–0 | 5–1 | 2–0 | 1–0 |
| Real Sociedad       | 1–1 | 1–0 | 1–0 | 2–0 | 1–0 | 0–2 | 1–1 | 2–0 | 2–0 | 2–0 | 0–0 | —   | 4–1 | 0–0 | 0–0 | 2–0 | 2–1 | 0–0 |
| U. D. Salamanca     | 0–1 | 1–2 | 1–1 | 2–1 | 1–0 | 1–0 | 1–1 | 2–1 | 2–0 | 3–0 | 0–0 | 0–0 | —   | 2–3 | 0–2 | 1–0 | 1–0 | 2–0 |
| Sevilla F. C.       | 2–1 | 1–1 | 0–0 | 2–0 | 1–0 | 2–1 | 2–0 | 2–2 | 1–0 | 2–0 | 2–2 | 2–1 | 0–0 | —   | 1–0 | 3–1 | 3–0 | 1–2 |
| Sporting de Gijón   | 1–1 | 2–3 | 0–0 | 2–2 | 0–0 | 1–0 | 1–0 | 3–0 | 2–1 | 2–1 | 1–1 | 0–0 | 1–0 | 1–1 | —   | 1–1 | 0–0 | 2–1 |
| Valencia C. F.      | 1–2 | 1–0 | 2–1 | 4–2 | 0–1 | 2–1 | 0–0 | 1–1 | 1–1 | 2–1 | 1–0 | 2–1 | 4–1 | 4–0 | 1–1 | —   | 1–1 | 1–2 |
| Real Valladolid     | 0–2 | 1–3 | 1–3 | 2–0 | 3–1 | 1–0 | 1–0 | 0–0 | 1–1 | 2–0 | 2–2 | 1–1 | 3–0 | 1–4 | 1–0 | 1–0 | —   | 2–1 |
| Real Zaragoza       | 2–1 | 2–1 | 2–2 | 2–0 | 4–0 | 3–1 | 0–0 | 2–1 | 4–0 | 7–2 | 0–1 | 1–1 | 3–2 | 1–0 | 0–1 | 3–2 | 4–1 | —   |

## Máximos goleadores (Trofeo Pichichi)
Hipólito Rincón logró el Trofeo Pichichi al máximo goleador con el mejor registro de su carrera: 20 tantos. Rincón comandó la tabla de goleadores en la primera mitad del campeonato, siendo luego desbancado por Raúl Amarilla. Sin embargo, el paraguayo no vio puerta durante los meses de marzo y abril, lo que aprovechó Poli Rincón para situarse nuevamente al frente de la tabla de goleadores. El delantero bético no pudo participar en la última jornada por sanción, y Amarilla, pese a lograr dos tantos, se quedó a las puertas del Pichichi.

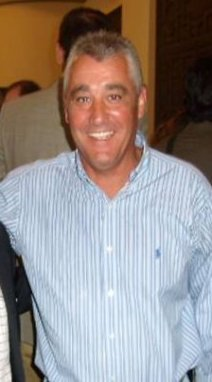
Poli Rincón logró el Pichichi.

| Pos. | Jugador                 | Equipo             | Goles | Partidos |
| ---- | ----------------------- | ------------------ | ----- | -------- |
| 1º   | Poli Rincón             | Real Betis         | 20    | 30       |
| 2.º  | Raúl Amarilla           | Real Zaragoza      | 19    | 34       |
| 3.º  | Dani                    | Athletic Club      | 18    | 32       |
| 4.º  | Manuel Sarabia          | Athletic Club      | 17    | 33       |
|      | Jorge Valdano           | Real Zaragoza      | 17    | 34       |
| 6.º  | Hugo Sánchez            | Atlético de Madrid | 15    | 31       |
| 7.º  | Mario Kempes            | Valencia CF        | 13    | 27       |
| 8.º  | Francisco Martínez Díaz | UD Salamanca       | 12    | 33       |
| 9.º  | Pepe Juan Suárez        | U. D. Las Palmas   | 11    | 30       |
|      | Diego Maradona          | F. C. Barcelona    | 11    | 20       |
|      | Francisco Pineda        | Real Madrid        | 11    | 23       |
|      | Pedro Uralde            | Real Sociedad      | 11    | 32       |

## Árbitros
Un total de 32 árbitros, siete de ellos internacionales, pitaron en la Primera División 1982/83. Tres colegiados causaron baja con respecto a la temporada anterior: el retirado Ausocúa y Burgos Núñez y Jacinto de Sosa, ambos descendidos a Segunda División. Estas tres vacantes fueron cubiertas por otros tantos colegiados ascendidos de Segunda División, todos debutantes en la categoría: José María Benavente Garasa, Miguel Ángel Martín López y Teodoro Valdés Sánchez.
| Árbitro                         | Colegio         | PA | 1 | X | 2 | TA | TR | TRD | Pen |
| ------------------------------- | --------------- | -- | - | - | - | -- | -- | --- | --- |
| Álvarez Margüenda, Manuel       | Andaluz         | 11 | 6 | 4 | 1 | 23 | 0  | 0   | 5   |
| Andújar Oliver, Juan            | Andaluz         | 10 | 8 | 2 | 0 | 24 | 3  | 2   | 1   |
| Benavente Garasa, José María    | Vizcaíno        | 9  | 7 | 2 | 0 | 18 | 2  | 2   | 6   |
| Borrás Del Barrio, Antonio      | Balear          | 9  | 4 | 4 | 1 | 14 | 0  | 2   | 8   |
| Crespo Aurre, Felipe            | Catalán         | 9  | 7 | 2 | 0 | 30 | 2  | 0   | 3   |
| Damin Rendon, Sebastián         | Andaluz         | 9  | 7 | 1 | 1 | 32 | 2  | 3   | 6   |
| Diez Frías, José                | Castellano      | 9  | 5 | 0 | 4 | 29 | 1  | 1   | 6   |
| Enríquez Negreira, José María   | Catalán         | 10 | 7 | 2 | 1 | 30 | 6  | 3   | 2   |
| Esquerdo Guerrero, Jaime        | Catalán         | 8  | 6 | 0 | 2 | 18 | 2  | 1   | 2   |
| Fandos Hernández, Manuel        | Valenciano      | 9  | 7 | 2 | 0 | 17 | 0  | 2   | 2   |
| Franco Martínez, Ángel          | Murciano        | 11 | 7 | 3 | 1 | 28 | 0  | 3   | 2   |
| García Carrión, José            | Valenciano      | 10 | 3 | 4 | 3 | 15 | 0  | 0   | 0   |
| García de Loza, Raúl            | Gallego         | 8  | 1 | 4 | 3 | 31 | 1  | 4   | 3   |
| Guruceta Muro, Emilio Carlos    | Murciano        | 11 | 6 | 2 | 3 | 8  | 0  | 0   | 4   |
| Gutiérrez Fernández, José Ramón | Asturiano       | 9  | 6 | 2 | 1 | 14 | 1  | 0   | 4   |
| Jaramillo González, Luis        | Norteafricano   | 7  | 5 | 2 | 0 | 10 | 1  | 0   | 4   |
| Jiménez Madrid, Bartolomé       | Murciano        | 12 | 6 | 2 | 4 | 11 | 0  | 1   | 0   |
| Lamo Castillo, Augusto          | Castellano      | 10 | 5 | 4 | 1 | 19 | 0  | 0   | 4   |
| Marín López, Miguel Ángel       | Navarro-Riojano | 8  | 6 | 1 | 1 | 15 | 0  | 0   | 1   |
| Martín Navarrete, Antonio       | Andaluz         | 8  | 5 | 2 | 1 | 20 | 0  | 0   | 0   |
| Merino González, José           | Canario         | 11 | 4 | 4 | 3 | 27 | 0  | 0   | 2   |
| Miguel Pérez, José María        | Catalán         | 8  | 3 | 3 | 2 | 17 | 0  | 0   | 4   |
| Pes Pérez, José Donato          | Aragonés        | 12 | 8 | 3 | 1 | 39 | 0  | 1   | 1   |
| Pinter Pastor, José             | Valenciano      | 8  | 4 | 3 | 1 | 29 | 1  | 0   | 5   |
| Ramos Marcos, Joaquín           | Oeste           | 11 | 5 | 3 | 3 | 29 | 0  | 0   | 2   |
| Riera Morro, Bartolomé          | Balear          | 10 | 7 | 2 | 1 | 19 | 0  | 0   | 1   |
| Sánchez Arminio, Victoriano     | Cántabro        | 11 | 7 | 3 | 1 | 28 | 0  | 3   | 8   |
| Sánchez-Molina Soto, Fermín     | Castellano      | 9  | 5 | 2 | 2 | 35 | 0  | 0   | 5   |
| Soriano Aladrén, Emilio         | Castellano      | 12 | 8 | 2 | 2 | 5  | 0  | 0   | 4   |
| Urio Velázquez, Joaquín         | Guipuzcoano     | 10 | 4 | 4 | 2 | 23 | 1  | 4   | 2   |
| Urízar Azpitarte, Ildefonso     | Vizcaíno        | 8  | 4 | 4 | 0 | 14 | 0  | 1   | 3   |
| Valdés Sánchez, Teodoro         | Oeste           | 9  | 6 | 1 | 2 | 27 | 1  | 1   | 2   |

PA = Partidos arbirtados; 1 = Partidos con victorial local; X = Partidos con empate; 2 = Partidos con victoria visitante; TA = Tarjetas amarillas mostradas; TR = Tarjetas rojas mostradas; TRD = Tarjetas rojas directas mostradas; Pen = Penaltis señalados

### Recusaciones
Como en temporadas anteriores, cada club pudo recusar un máximo de cuatro colegiados, evitando así su arbitraje a lo largo de todo el campeonato. De los 33 árbitros de la categoría, 18 fueron recusados, como mínimo, por algún club, siendo los internacionales Guruceta Muro y Lamo Castillo los más vetados, al ser declarados non gratos por cinco clubes.
| Club                   | Total | Árbitros recusados                                                  |
| ---------------------- | ----- | ------------------------------------------------------------------- |
| Athletic Club          | 4     | Guruceta Muro, Miguel Pérez, Fandos Hernández, Lamo Castillo        |
| Atlético de Madrid     | 2     | Guruceta Muro, Miguel Pérez                                         |
| F. C. Barcelona        | 1     | Guruceta Muro                                                       |
| Real Betis             | 4     | Díez Frías, Urízar Azpitarte, Franco Martínez, Guruceta Muro        |
| Celta de Vigo          | 3     | Álvarez Margüenda, Pes Pérez, Crespo Aurre                          |
| RCD Español            | -     |                                                                     |
| U. D. Las Palmas       | 4     | Pes Pérez, Díez Frías, Franco Martínez, Fandos Hernández            |
| CD Málaga              | -     |                                                                     |
| CA Osasuna             | 1     | Andújar Oliver                                                      |
| Racing de Santander    | -     |                                                                     |
| Real Madrid            | -     |                                                                     |
| Real Sociedad          | 4     | Borrás del Barrio, Crespo Aurre, Ramos Marcos, Gutiérrez Fernández  |
| UD Salamanca           | 1     | Lamo Castillo                                                       |
| Sevilla FC             | 4     | Merino González, Esquerdo Guerrero, Lamo Castillo, Fandos Hernández |
| Real Sporting de Gijón | 2     | Guruceta Muro, Riera Morro                                          |
| Valencia CF            | 4     | Urízar Azpitarte, Esquerdo Guerrero, Andújar Oliver, Lamo Castillo  |
| Real Valladolid        | -     |                                                                     |
| Real Zaragoza          | 2     | Lamo Castillo, Damin Rendon                                         |